# Ingrid Bolsø Berdal
Ingrid Bolsø Berdal (Utøy, Inderøy; 2 de marzo de 1980) es una actriz noruega de cine, televisión y teatro. Conocida por interpretar a Jannicke en la película noruega Fritt Vilt (2006) y a Zoe en Chernobyl Diaries.

## Biografía
Ingrid Berdal realizó estudios en música y canto en el instituto, y tras graduarse continuó con su educación musical en la Universidad de Trondheim (NTNU), estudiando música de jazz e interpretación durante dos años. Se trasladó a Oslo, donde fue aceptada en la Academia Nacional de Artes Dramáticas (KHIO), donde estudió actuación durante tres años.
En su segundo año en la Academia Nacional interpretó el papel de Sofía en Platonov (Chejov) y el de Antígona en Antígona (Sófocles). En su año final interpretó el papel de La Chica en The Name (John Fosse) y el de Hedda en Hedda Gabler (Henrik Ibsen).
Desde que se graduó en la KHIO, Berdal ha trabajado en el Teatro Noruego de Oslo. Tras su primer año en el teatro Ingrid recibió el Premio Hedda (Premio del Teatro Noruego) por el Mejor Debut del Año. Durante sus años en el teatro ha interpretado roles en obras clásicas y contemporáneas, entre los que se destacan en el Sasha en Ivanov (Chejov), Shura en Leche negra (Sigarev) e Yvonne en Yvonne, Princesa de Borgoña (Gombrowicz).
En el año 2014, interpretó a Atalanta, una mujer guerrera, en la película Hércules.
Aparte de su actuación teatral, Berdal también ha trabajado en obras de teatro radiofónico, películas de cine y series de televisión. Ganó el Premio Amanda (El premio de cine noruego) a la Mejor Actriz por su papel de Jannicke en la película Fritt Vilt (Presa fría). También fue nominada al premio a la Mejor Actriz por su papel en Fritt Vilt 2, dos años después.
Ingrid Bolsø Berdal presentó los Premios Amanda en agosto de 2010, en directo en la National TV (TV2). En enero de 2011 presentó su monólogo Frøken Else (Teatro físico) en el Teatro Noruego, recibiendo buenas críticas.
Actualmente trabaja en el Teatro Nacional de Oslo.

## Filmografía

### Cine
• Spionen (2019)
- The Absence of Eddy Table (2015) (cortometraje; voz)
- Women for Large Men's Shirts (2015)
- Hércules: The Thracian Wars (2014)
- Kill Buljo 2 (2013)
- Mormor og de 8 ungene (2013)
- Hansel and Gretel: Witch Hunters (2013)
- Chernobyl Diaries (2012)
- Flukt  (2012)
- Jeg Reiser Alene (2011)
- Resolve (2010) cortometraje
- Svik (2009)
- Wide Blue Yonder (2010)
- De Gales Hus (2008)
- Fritt Vilt 2 (2008)
- Tyvstart (2006) cortometraje
- Fritt Vilt (2006)
- Sønner (2006)
- Gymnaslærer Pedersen (2006)
- Terje Vigen (2006)

### Televisión
- Stjernestøv (2020)
- Heksejakt (2020)
- Kieler Street (2018)
- Westworld (2016)
- Hellfjord (2012)
- Hjerte til Hjerte 2 (2010)
- Terry Pratchett's Going Postal (2010)
- Kodenavn Hunter 2 (2008)
- Thomas P (2007)
- Eva og Adam (2007)
- Kodenavn Hunter (2006)

## Teatro
- Baby, en Det Norske Teatret (2013)
- Frøken Else (monólogo), en Det Norske Teatret (2011)
- El Experimetno, Jo Strømgren Kompani (2010)
- Yvonne, Princesa de Borgoña, (Yvonne) en Det Norske Teatret (2008)
- Hair (Jeanie) en  Det Norske Teatret (2007)
- Leche negra (Sjura) en Det Norske Teatret (2007)
- Ivanov (Sasha) en Det Norske Teatret (2007)
- The Caucasian Chalc Circle (Ludovika) en Det Norske Teatret (2006)
- Bikubesong (Angel) en Det Norske Teatret (2006)
- Frank (Frid) en Det Norske Teatret (2006)
- Ned til Sol (Anne) en Det Norske Teatret (2005)
- Trollprisen en Det Norske Teatret (2005)
- Kristin-spelet (Kristin Lavransdatter) en Sel (2004)